# Legowoningen Dordrecht

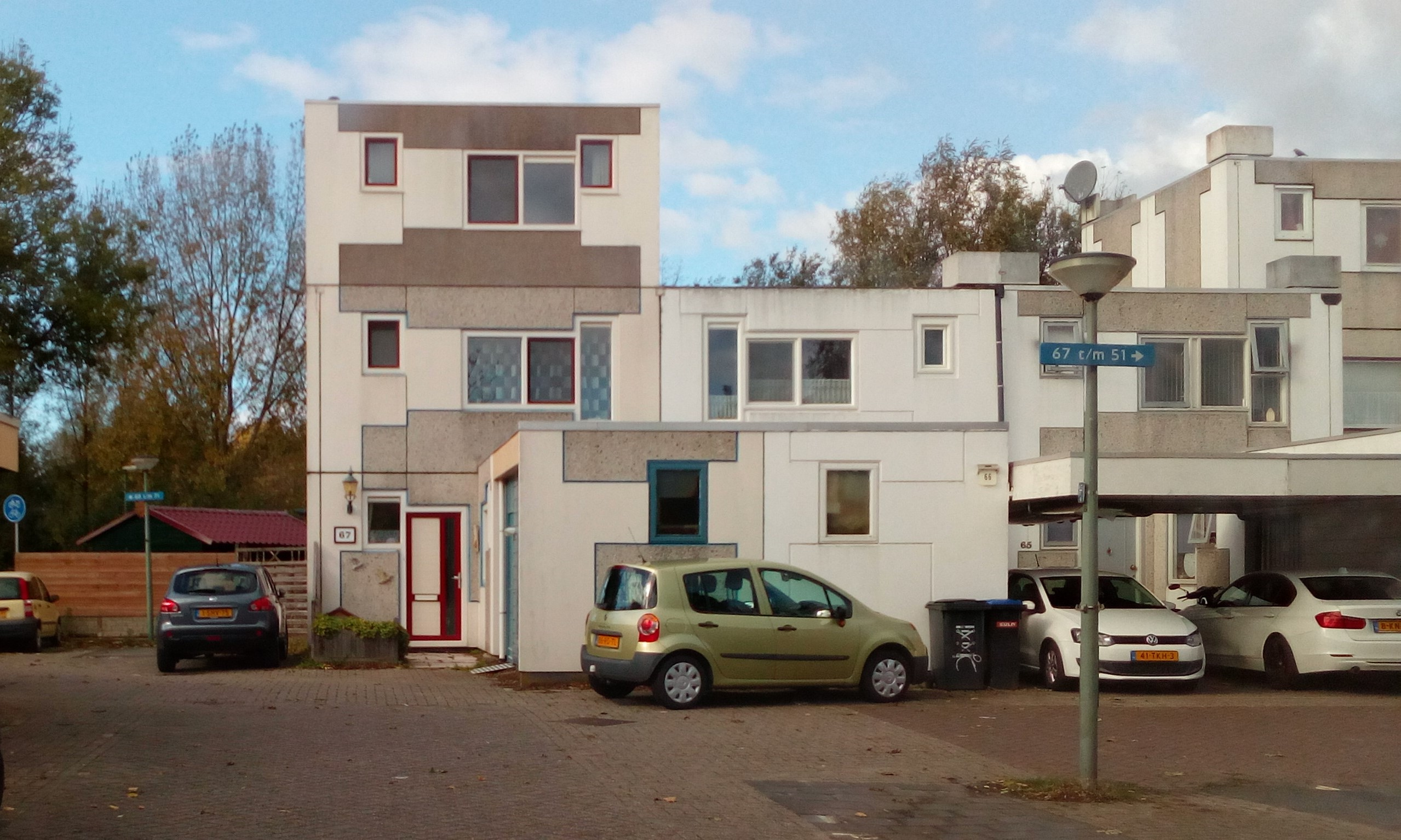
Legowoningen te Dordrecht

De term Legowoningen wordt gebruikt voor een wijk van woningen gelegen in de gemeente Dordrecht, in de Nederlandse provincie Zuid-Holland. De Legowoningen staan in de wijk Sterrenburg en werden omstreeks 1977 opgeleverd. De architectuur van de circa 300 betonnen prefab-woningen aan de woonerven Brittenburg, Ockenburg, Mildenburg en Loevestein is gebaseerd op systeemelementen die als een blokkendoos (van Lego) konden worden gestapeld en verbonden. Doordat het zo dicht op elkaar staan, wordt ook wel de bijnaam 'Legostad' gebezigd alsook ‘Kasbah-woningen', een verwijzing naar een Marokkaanse bouwwijze).